# Naissance en 1165
Naissance
- 1161
- 1162
- 1163
- 1164
- 1165
- 1166
- 1167
- 1168
- 1169

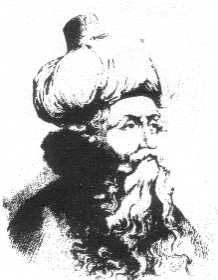
Ibn Arabî, né en 1165.

Cette page dresse une liste de personnalités nées au cours de l'année 1165 :
- 21 août : Philippe Auguste, futur roi de France.
- 28 juillet : Ibn Arabî, théologien et mystique soufi andalous[1].
- 7 août : Ibn Arabi, ou Muhyi-d-dîn ou Muhyi-d-dîn Abu Bakr Mohammad Ibn 'Alî Ibn ’Arabî al-Hâtimî, grand penseur de la doctrine ésotérique du « Wahdat al-wujud » (Unicité de l'Être).
- 21 août : Philippe II Auguste, septième roi de la dynastie des Capétiens.
- octobre : Jeanne d'Angleterre, princesse anglaise qui fut reine de Sicile puis comtesse de Toulouse.
- novembre : Henri VI du Saint-Empire, empereur du Saint-Empire et roi de Sicile.

- Baudouin de Toulouse, noble français.
- Renaut de Beaujeu, écrivain.
- Bénedicte de Hvide, reine de Suède et de Finlande.
- Bonconte Ier de Montefeltro, condottiere gibelin.
- Jean de Montmirail, baron de Montmirail, seigneur de La Ferté-Gaucher, de Bellot d'Oisy, de Crèvecœur, de Bellonne, de la Ferté-sous-Jouarre, de Tresmes, de Gandelu, de Condé-en-Brie et de la Chapelle-en-Brie, vicomte de Meaux, et châtelain de Cambrai.

date incertaine (vers 1165)
- Jean Bodel, trouvère-ménestrel.
- Siegfried II von Eppstein, cardinal allemand.
- Shizuka Gozen, shirabyōshi (danseuse de la cour, portant des vêtements masculins pendant les représentations) et maîtresse de Minamoto no Yoshitsune.
- Pierre II de Courtenay, seigneur de Courtenay, comte de Nevers, d'Auxerre et de Tonnerre et empereur latin de Constantinople.
- Renaud de Dammartin, comte de Boulogne, comte de Dammartin, comte d'Aumale et comte de Mortain.

## Crédit d'auteurs
- Cet article est partiellement ou en totalité issu de l'article intitulé « 1165 » (voir la liste des auteurs).